# 샘 베일리
서맨사 플로런스 베일리(Samantha Florence Bailey, 1977년 6월 29일 ~ ), 간단히 샘 베일리(Sam Bailey)는 잉글랜드의 가수, 송라이터, 뮤지컬 배우이다. 2013년 《더 엑스 팩터 시즌 10》에 참가하여 우승하였다.